# 拉莫尔维尔
拉莫尔维尔（法語：Lamorville）是法国默兹省的一个市镇，属于科梅尔西区（Commercy）维盖于莱莱阿通沙泰县（Vigneulles-lès-Hattonchâtel）。该市镇总面积34.93平方公里，2009年时的人口为283人。

## 人口
拉莫尔维尔人口变化图示